# Szörényi Szabolcs
Szörényi Szabolcs (Budapest, 1943. szeptember 26. – Budapest, 2024. november 2.) Kossuth-díjas magyar énekes, basszusgitáros, zeneszerző, Szörényi Levente testvérbátyja. Számos dal szerzője. Ő írta többek között Koncz Zsuzsa Miszter Alkohol és az Illés-együttes Sárika című dalát is.

## Élete

### Gyermekkora, felmenői
Apai nagyapja, Groda Sándor (1890–1949) kaposvári születésű MÁV-főtiszt egykor a Szörényi bánság területén élt, innen vette fel vezetéknevét. Apai nagyanyja Lozovics Mária (1889–1961). Anyai nagyapja Paul Iván (1889–1972) zombori ügyvéd, pénzügyminisztériumi osztályfőnök, majd államtitkár volt.
Szörényi Gyula (1916–1988) festőművész, grafikus, főiskolai tanár és Paul Veronika (1918–2014) gyermekeként született. A család ekkor Budán lakott az Alma utcában, Szabolcs anyai nagyszüleinek kertes házában. A második világháború végén, amikor Budapest ostroma egyre közeledett, Sopronba indultak, majd onnan Ausztriába menekültek, ahol öccse, Levente született. Először szállodában, majd kolostorban laktak, végül egy lakásban kaptak helyet. Édesanyjuk családja Franciaországba ment tovább, a Szörényi házaspár két gyermekükkel 1945 októberében visszatért Magyarországra, mivel édesanyjuk magyar gyermekeket akart belőlük nevelni. Öccsével, Leventével együtt szülei 1956 szeptemberében beíratták a szobi állami fiúnevelő intézetbe, ott bekerültek az intézet mandolinzenekarába.

### Zenei pályafutása

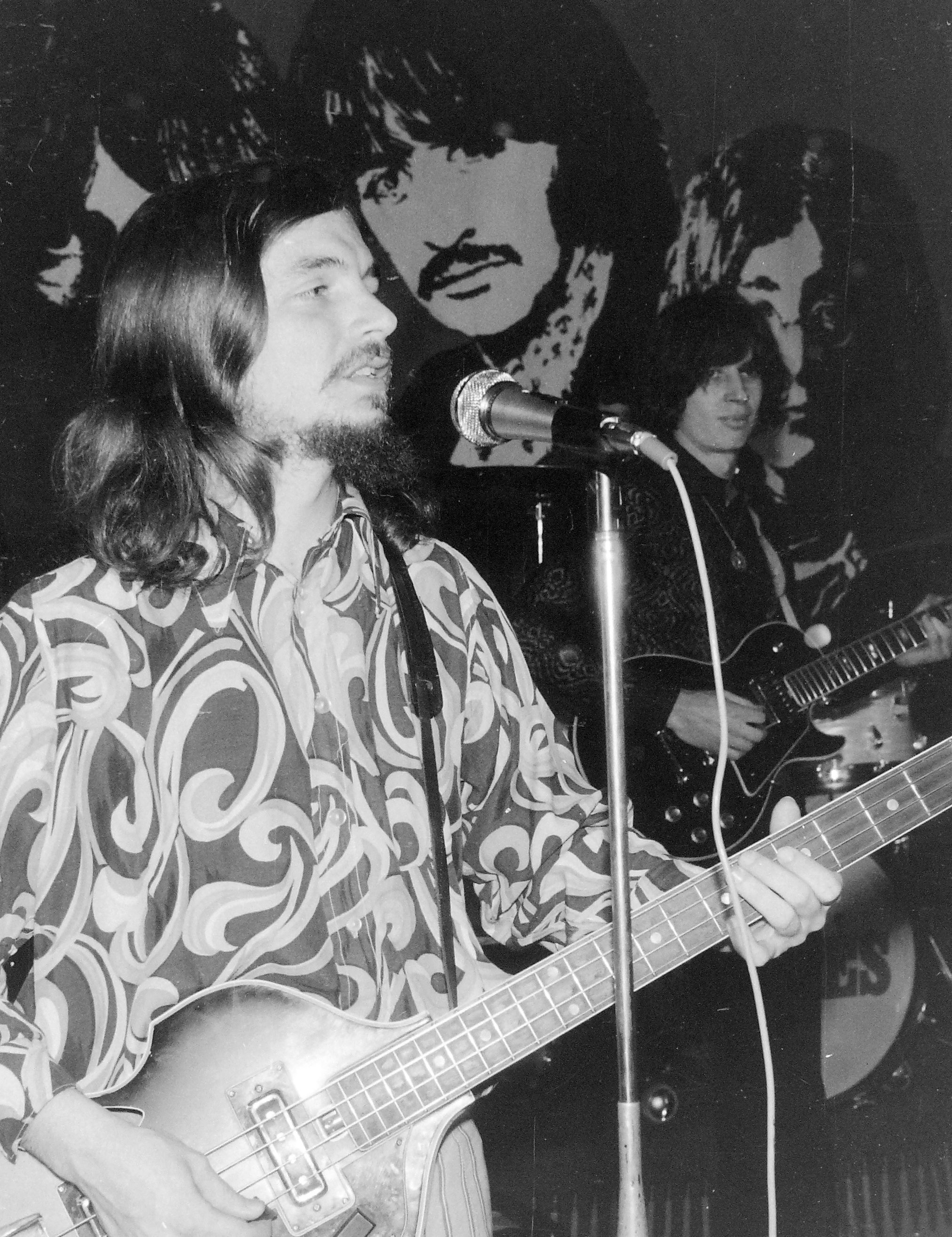
1970-ben

Családjuk több tagja is foglalkozott zenével, édesapjuk hegedült. Anyai nagyanyja, Csuka Etelka (1895–1992) zongoraművész és a Zeneakadémia zongoratanára volt. Testvérével, Leventével 1954-től kezdve két évig tanult hegedülni Levente keresztanyjától, felvinci Takács Alice hegedűművésznőtől. Játszott mandolinon, de hamarosan inkább a gitár kezdte érdekelni, egy szobi presszózenész tanította.
A váci Sztáron Sándor Gimnáziumban tanult, ahol Leventével már gyakran léptek fel együtt mint gitárduó, az "őrült Szörényiek"-ként emlegették őket. Az iskolai Ki Mit Tud?-ot 1962-ben nyerték meg, Kőszegi Imrével, Bajtala Jánossal játszottak együtt, később pedig Ráduly Mihály is belépett az együttesbe. Mediterrán névvel indultak az 1962-es országos Ki Mit Tud?-on, de csak az elődöntőig jutottak, és egy kislemezt is rögzítettek Németh Lehellel. A zenekarra felfigyeltek, így hamarosan Koncz Zsuzsát és Gergely Ágit is kísérték, és önálló számokat is játszhattak.
Szörényi Szabolcs a Budapesti Műszaki Egyetemen végezte felsőfokú tanulmányait. (Csak egy évet végzett el.)
1964-től 1973-ig az Illés-együttes, 1974-től 1984-ig a Fonográf együttes tagja volt.
1984-től csak alkalmanként, illetve néhány lemezen zenélt. Számos színházi, szabadtéri, film- és lemezprodukció zenei rendezője.

### Szólókarrier
1990-ben bemutatkozott élete első szólóalbumával, címe a sokat mondó Lökd ide a…!, alcíme a még árulkodóbb Kocsmadalok. „Moha bácsi” közismert humora ezen a lemezen szabadon sziporkázhat, és egyben Bródy János is új oldaláról mutatkozhat be szövegíróként. A lemez kétségkívül legjobb dala Az étkezőkocsi, de persze a klasszikussá nemesedett eredeti Lökd ide a sört! sem maradhatott le róla.

### Hobbija, a vasútmodellezés
Gyermekkorában a vasárnapi kötelező templomlátogatást követően édesanyjuk mindig elvitte fiait a Ferdinánd hídhoz, hogy a Nyugati pályaudvar forgalmát megfigyelhessék (ekkor a Visegrádi utcában laktak), Szabolcs emiatt kezdett érdeklődni a vasút iránt, mely később hobbijává vált. Gyermekkorában villanyvasutat szeretett volna karácsonyi ajándék gyanánt, azonban erre a család anyagi helyzete miatt nem került sor. Első vasútmodelljét abból a pénzből vette meg 1965 szeptemberében, amit abban az évben a nógrádverőcei ifjúsági táborbeli fellépéseiért kapott, már az Illés-együttes tagjaként. Lakóháza pincéjében 10 évig építette a Nyugati pályaudvar kicsinyített mását a Nagykörúttól a Róbert Károly körúti felüljáróig, ezt egészítette ki az innsbrucki pályaudvarral és a Karwendelbahnnal, egy forgalmas svájci alagutas, viaduktos, fordulóalagutas fiktív közlekedési csomóponttal, valamint a Lötschbergbahn északi szerpentinjével. Mindehhez másfél kilométernyi vágányrendszert vásárolt, hogy tervét elkészíthesse. A Nyugati pályaudvar terve 1968 nyarára készült el, 1993-ban fogott hozzá megépítéséhez háza száz négyzetméternél is nagyobb pincéjében. A terveket számítógépen rajzolta meg, amiről fotók alapján síkfilmet készített. Az alkotóelemek sokféle eljárással készültek; egy részüket maga csinálta, illetve tervezte.
Az 1999-ben készített 13 részes, Illés-sztori című dokumentumsorozat kilencedik része csak vele foglalkozik. Ezen kívül több portréfilm is készült róla, illetve a terepasztaláról, olyanok, mint például a Szörényi Szabolcs forgalmista birodalma.

## Családja
Első feleségét, Hedviget 1965-ben ismerte meg, 1968-ban kötöttek házasságot, 1982-ben elváltak. Ebből a házasságából két leánya született: Réka (1969) és Emese (1970). Második felesége Rosta Mária producer, akivel 1983-ban ismerkedett meg.

## Díjai
- EMeRTon-díj megosztva az Illés-együttes tagjaival (1990)
- Kossuth-díj megosztva az Illés-együttes tagjaival (2000)
- Budapestért díj (2012)
- A XIII. kerület díszpolgára (2018)[15]

## Lemezei
- Lökd ide a …! (Kocsmadalok) (1990)

## Nosztalgiakoncertjei
- 1981 – Budapest – Nemzeti Sportcsarnok: A Koncert (Illés)
- 1990 – Népstadion (Illés)
- 1992 – FMH (Fővárosi Művelődési Ház) (Illés)
- 1996 – Budapest Sportcsarnok (Illés)
- 2001 – Népstadion (Illés–Metro–Omega)
- 2004 – Kisstadion (Fonográf)
- 2005 – Csíkszereda (Illés)
- 2005 – Sziget (Illés)
- 2011 – Budapest Sportaréna (Szörényi Levente szólókoncert)
- 2014 – Budapest Sportaréna, Veszprém, Győr, Debrecen (Beatünnep c. koncert az Illés Zenekar megalakulásának 50. évfordulója tiszteletére )
- 2018 – Budapest Sportaréna (Fonográf)